# Katatonia
A Katatonia egy svéd metal zenekar, amit Jonas Renkse és Anders Nyström alapított 1991-ben Stockholmban. A korai Katatonia albumokat, olyan zenekarokkal egyetemben, mint a My Dying Bride, Anathema, Paradise Lost, a death/doom műfaj előfutárainak tekintik.

## Történelem

### Dance of December Souls (1991–1995)
A korai Katatonia művek, mint a Jhva Elohim Meth... The Revival és a debütáló albumum a Dance of December Souls, hangulatára kifejezetten jellemző a sivár melankólia és kétségbeesés, gyakran kategorizálják mint black/doom vagy death/doom. A zenekar 1994 szeptemberében rögzítette a For Funerals to Come-t. Ezután Le Huche el is hagyta a zenekart. A For Funerals to Come c. albumot 1995-ben adták ki. A zenekar később egy egész évet kihagyott, mert nem tudták megtalálni a megfelelő tagot.

### Brave Murder Day (1996–1997)
Amikor Jonas Renkse megalapította az October Tide zenekart Fredrik Norrman-nal 1995-ben, úgy döntött feléleszti a Katatonia-t és megkérte Fredrik Norrman-t, hogy csatlakozzon. 1996-ban, az Opeth énekese, Mikael Åkerfeldt hörgő vokált adott hozzá a Brave Murder Day-hez, mert Renkse nem tudta ezt megfelelően előadni. A Scarlet Heavens-t 1996-ban adták ki, de 1994-ben vették fel. Renkse elmondása szerint sosem akarták kiadni, mivel túl lágynak hangzott a Katatonia-hoz képest, s nem ez volt a stílusuk. A Katatonia egyik turnéja alatt Renkse megbetegedett és ideiglenesen Kenneth Englund váltotta le. 1997-ben újra Mikael Åkerfeldt segítségét kérték a Sounds of Decay albumnál. Mielőtt kiadták volna, a zenekar úgy döntött felveszik a Saw You Drown c. számot, mely visszatért a Scarlet Heavens hangzásvilágához. A zenekar elkészítette a harmadik stúdióalbumát.

### Discouraged Ones (1998)
1998-ban adták ki a Discouraged Ones c. albumot, az elsőt melyen tiszta vokál jelenik meg. Ezzel együtt az utolsó, melyen Renkse dobolt, s Mikael Oretoft basszusgitáron játszott. Katatonia felvette Anders Nordint, hogy vegye át a dobokat, ám az utolsó pillanatban Nordint kivették.

### Tonight's Decision (1999–2000)
Miután Renkse a vokállal akart foglalkozni, a zenekar Dan Swanö segítségét kérte a Tonight's Decision albumnál 1999-ben. A zenekar belefáradt az időszakos tagokba, úgy döntöttek egy végleges felállást hoznak létre. Norrman felvette testvérét, Mattias Norrmant, mint basszusgitárost és Daniel Liljekvist csatlakozott dobosként. 2000-ben felvették ötödik stúdióalbumukat.

### Last Fair Deal Gone Down (2001–2002)
2001-ben kiadták a Teargas EP-t, majd a Last Fair Deal Gone Down és a Tonight's Music c. műveket. 2002-ben rögzítették a hatodik stúdióalbumot.

### Viva Emptiness (2003–2005)
2002-ben kiadták a Ghost of the Sun c. számot és a Viva Emptiness albumot. 2004-ben a zenekar kiadta a Brave Yester Days-t, amely egy duplalemezes kiadás a Saw You Drown, Brave Murder Day és a Dance of December Souls számaiból állt.  2005-ben egy újabb gyűjteményt adtak ki The Black Sessions néven. Dokumentálta a későbbi munkákat és egy élő koncert DVD-t tartalmazott. A zenekar kiadta a hetedik stúdióalbumát.

### The Great Cold Distance (2006–2008)
2006-ban a zenekar kiadta The Great Cold Distance-t, olyan számokkal mint a "My Twin", "Deliberation", "July". Fellépésüket felvették a Summer Breeze fesztiválon, majd kiadták Live Consternation címmel 2007-ben. The Great Cold Distance és a következő albumok között a zenekar dalszerzési krízisbe esett először a zenekar életében. A zenekar legalább kétszer lefoglalta a stúdiót, de mindannyiszor elhalasztották. Blakkheim elmondta, hogy egyik alkalom se volt elég kielégítő a zenekar számára, s a rajongók számára is elkeserítő lett volna. A zenekar fórumán Blakkheim azt mondta, hogy "írói válság és nyomás hatása" alatt álltak.

### Night Is the New Day (2009–2011)
2009-ben adták ki a Night Is the New Day c. albumot, ezzel széles körű elismerést vívtak ki. 2009 decemberében a Norrman fiúk elhagyták a Katatonia-t. 2009 végén Per Eriksson és Niklas Sandin csatlakozott a Night Is the New Day turnéhoz. 2010 márciusában Katatonia kiadta The Longest Year EP-t. Ezen az albumon a "Sold Heart" volt az egyetlen album, amelyet előzőleg még nem adtak ki. A videókat a "The Longest Year" és "Day & Then the Shade" számokhoz Charlie Granberg és Lasse Hoile rendezte. 2011 szeptemberében csatlakoznak az Opeth zenekar Heritage turnéjához.  2011. december 14-én a Katatonia különleges koncertet adott Stockholmban a zenekar huszadik évfordulóját ünnepelve. A koncerten megjelentek az előző tagok, de vendégművészek is, mint Krister Linder. 2011. december 31-én bejelentették, hogy 2012 elején megkezdik az új albumuk felvételeit.

### Dead End Kings (2012–jelenleg)
2012. január 27-én bejelentették a stúdióba vonulásokat. Ezen év májusában bejelentették, hogy kilencedik stúdióalbumuk címe Dead End Kings lesz, s 2013. augusztus 27-én adják ki Európában. 2012 szeptemberében turnézni kezdtek az észak-amerikai "Epic Kings & Idols" turné keretében a The Devin Townsend Project, Paradise Lost és Stolen Babies zenekarokkal.  Az európai Dead Ends turnét 2012 novemberében kezdték meg az Alcest és Junius zenekarokkal. A Lethean számukhoz készült videóklipet 2013. február 18-án adták ki. Lasse Hoile rendezte. 2013 szeptemberében bejelentették, hogy új remix albumot adnak ki Dethroned and Uncrowned címmel.

## Az együttes tagjai

### Jelenlegi tagok
- Jonas Renkse – vokál (1991–1994, 1996–jelenleg), dob (1991–1994, 1996–1998), gitár (2002–2005)
- Anders "Blakkheim" Nyström – gitár, háttérvokál (1991–1994, 1996–2025), basszusgitár (1992, 1996), billentyű (1997– 2025)
- Daniel Moilanen – dobok (2015 - jelenleg)
- Niklas Sandin – basszusgitár (2009 - jelenleg)
- Roger Öjersson – gitár (2016 – jelenleg)

### Korábbi tagok
- Guillaume Le Huche – basszusgitár (1993–1994)
- Fredrik "North" Norrman – gitár (1994, 1996–2009), basszusgitár (1997, 1999)
- Mikael Oretoft – basszusgitár (1997–1998)
- Mattias "Kryptan" Norrman – basszusgitár (1999–2009)
- Per "Sodomizer" Eriksson – gitár (2009–2014)
- Daniel Liljekvist – dobok (1999-2014)

### Időszakos tagok
- Dan Swanö – billentyű, vokál (1992–1993), stúdió dobok (1999)
- Mikael Åkerfeldt – élő gitár (1993–1994), vokál (1996–1997)
- Kenneth Englund – élő dobok (1996)

## Diszkográfia

### Nagylemezek
- Dance of December Souls (1993)
- Brave Murder Day (1996)
- Discouraged Ones (1998)
- Tonight's Decision (1999)
- Last Fair Deal Gone Down (2001)
- Viva Emptiness (2003)
- The Great Cold Distance (2006)
- Night is the New Day (2009)
- Dead End Kings (2012)
- The Fall of Hearts (2016)
- City Burials (2020)
- Sky Void of Stars (2023)
- Nightmares as Extensions of the Waking State (2025)

### Koncertfelvételek
- The Black Sessions (kétlemezes best of válogatás és koncert DVD) (2005)
- Live Consternation (koncert DVD) (2007)
- Last Fair Day Gone Night (koncert DVD) (2013)
- Sanctitude (koncert DVD) (2015)

### Maxik
- Jhva Elohim Meth… The Revival (1992)
- For Funerals to Come (1995)
- Sounds of Decay (1997)
- Saw You Drown (1998)
- Teargas (2001)
- Tonight's Music (2001)

### Demók
- Rehearsal '91 (1991)
- Rehearsal '92 (1992)
- Jhva Elohim Meth (1992)

### Kislemezek
- Ghost of the Sun (2003)
- My Twin (2006)
- Deliberation (2006)
- July (2007)

### Válogatások
- W.A.R. Compilation Vol. 1 (1994)
- Split 10" (1996)
- Identity Five (1999) Century Media (a „Deadhouse” számmal)
- Brave Yester Days (2004)
- The Black Sessions (2005)
- Peaceville Classic Cuts (2001) Peaceville (a „No devotion” számmal)

## Fordítás
Ez a szócikk részben vagy egészben  a   Katatonia című angol Wikipédia-szócikk fordításán alapul.  Az eredeti cikk szerkesztőit annak laptörténete sorolja fel. Ez a jelzés csupán a megfogalmazás eredetét és a szerzői jogokat jelzi, nem szolgál a cikkben szereplő információk forrásmegjelöléseként.